# Wunderpus photogenicus
Wunderpus photogenicus là một loài bạch tuộc trong chi đơn loài Wunderpus. Nó được tìm thấy trong vùng nước nông từ Bali và Sulawesi về phía bắc đến Philippines và phía đông tới Vanuatu.